# Aeropuerto de Zemun-Bežanija
El Aeropuerto de Zemun-Bežanija (serbio: Aerodrom Zemun-Bežanija) también conocido como Aeropuerto Dojno Polje (Aerodrom Dojno polje) fue el primer aeropuerto internacional de la ciudad de Belgrado, capital de Serbia y de Yugoslavia. Fue inaugurado el 25 de marzo de 1927, e incluía una base aérea que se convirtió en el cuartel general de la Real Fuerza Aérea Yugoslava.
El aeropuerto de Dojno Polje fue escenario de importantes acontecimientos de la historia de Yugoslavia.

## Historia

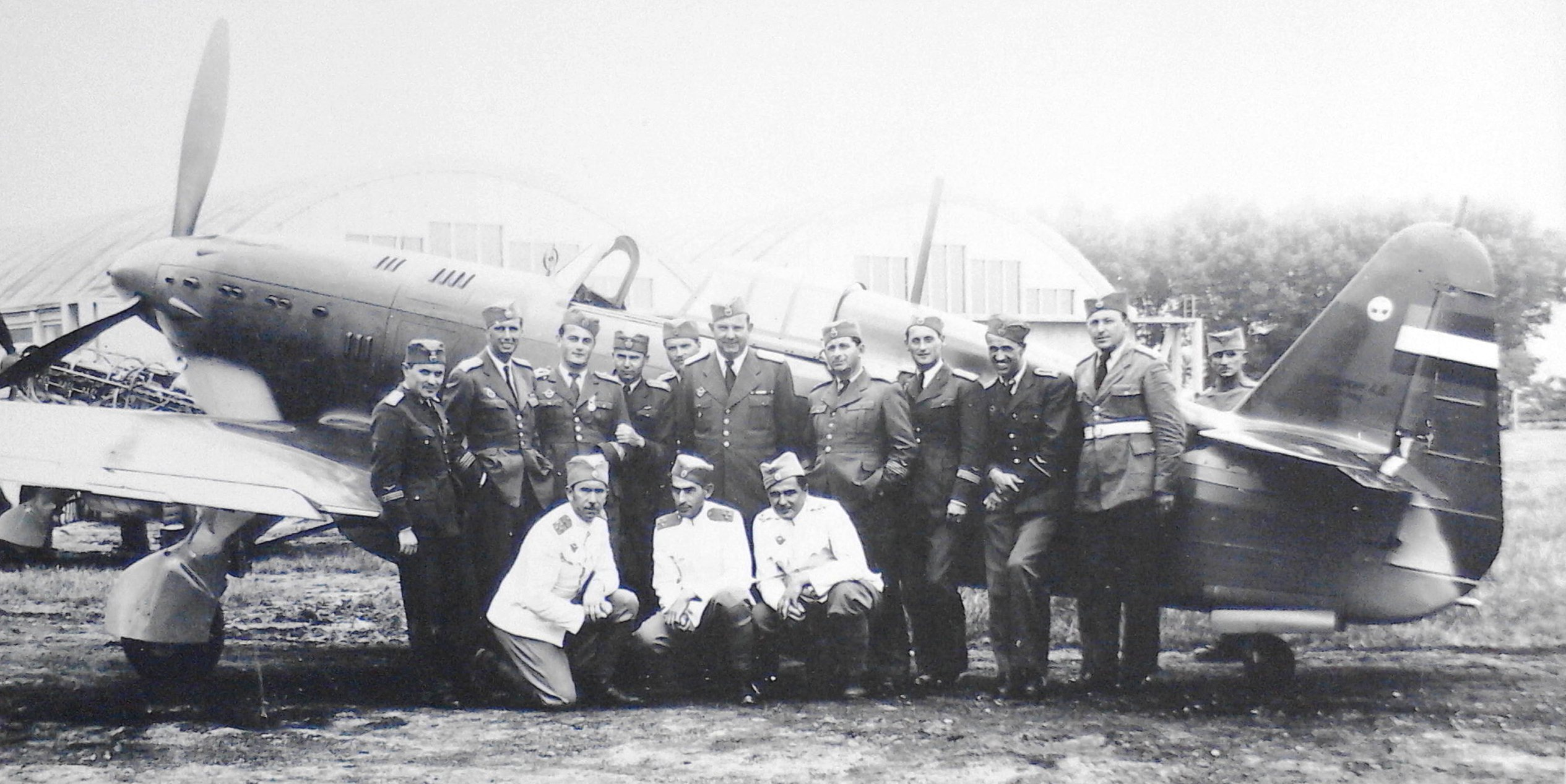
Pilotos del Grupo del 6º Rgto. de caza junto a un Rogozarski IK-3 en el Aeropuerto de Zemun-Bežanija.

El aeropuerto, situado en una zona conocida como Bežanija en Zemun, fue inaugurado el 25 de marzo de 1927, y combinaba un aeropuerto de uso civil con una base aérea de la Real Fuerza Aérea Yugoslava. Desde febrero de 1928 los aviones de propiedad de la primera línea aérea serbia, Aeroput (Jat Airways), empezaron a utilizar el nuevo aeropuerto. La pista de aterrizaje constaba de cuatro pistas de hierba de entre 1100 y 2900 m de largo. Un moderno edificio terminal se construyó en 1931, y en 1936 fue instalado el equipo necesario para permitir aterrizajes con escasa visibilidad. 
Además de Aeroput (Jat Airways), Air France, Lufthansa, KLM y British Airways, líneas aéreas procedentes de Italia, Austria, Hungría, Rumania y Polonia, también utilizaron el aeropuerto hasta la Segunda Guerra Mundial. 
La base aérea fue el cuartel general de la Real Fuerza Aérea Yugoslava. Albergaba la 1.ª Brigada de Combate de la fuerza aérea del Reino de Yugoslavia, que incluía el 6.º Regimiento de Combate, encargado de la defensa aérea de la ciudad de Belgrado. El 6.ª Regimiento lo integraban el 32.º Grupo de Combate y el 51.º Grupo de Combate. El 32.º Grupo de Combate, compuesto por tres escuadrones, contaba con 27 cazas Messerschmitt Bf 109, de fabricación alemana, y el 51.º Grupo de Combate, también dividido en tres escuadrones, manejaba 12 Messerschmitt Bf 109 y 6 interceptores Rogožarski IK-3 de fabricación nacional.
Como sede de la fuerza aérea, en la base de Zemun se desarrollaron los preparativos para el Golpe de Estado en Yugoslavia de 1941, orquestado por dos generales de las fuerzas aéreas: Dušan Simović y Bora Mirković, y culminado el 27 de abril de 1941.
Como respuesta a este hecho, Adolf Hitler ordenó el bombardeo de Belgrado, que comenzó el 3 de abril siguiente. Ese día, el aeródromo fue atacado por varias oleadas de Junkers Ju 87 Stuka y totalmente inutilizado, así como parte de la flota asignada en el mismo, muchos de cuyos aviones fueron destruidos en tierra. Los efectivos Stukas ejecutaron un sistemático bombardeo en picado sobre objetivos plenamente planificados, como los hangares, la torre de control y los aparatos estacionados. Tras la ocupación de la ciudad, los alemanes rehabilitaron el aeropuerto y lo continuaron utilizando para su fuerza aérea, hasta que lo destruyeron al producirse la liberación de Belgrado, culminada en septiembre de 1944 por los Partisanos yugoslavos y el Ejército Rojo. El aeropuerto fue reconstruido y la base aérea fue operada por la Fuerza Aérea de la República Federal Socialista de Yugoslavia del Ejército Popular Yugoslavo.
El 26 de mayo de 1955, el aeropuerto de Zemun fue escenario del encuentro entre el líder de la Unión Soviética, Nikita Jruschov y el de la República Federativa Socialista de Yugoslavia, el mariscal Tito, que retomaban relaciones tras la ruptura Tito-Stalin que acabó con los lazos de amistad entre ambos países.
El 6 de febrero de 1958, el vuelo 609 de British European Airways que transportaba a la plantilla del Manchester United tras disputar un encuentro contra el Estrella Roja de Belgrado, que despegó del aeropuerto de Zemun, se estrelló durante su aterrizaje en el Aeropuerto de Múnich-Riem, causando la muerte de 23 personas entre futbolistas, cuerpo técnico y personal aéreo.
En 1964, el aeropuerto de Zemun cesó en sus operaciones. La inauguración de la Base Aérea de Batajnica de uso militar en 1951 y el Aeropuerto de Belgrado de uso civil en 1962 hicieron prescindibles las antiguas instalaciones. En su ubicación se construyó un moderno complejo de negocios conocido como Airport City Beograd.